# San Vicente Pacaya
San Vicente Pacaya è un comune del Guatemala facente parte del dipartimento di Escuintla.